# Ansiogênico
Um composto, medicamento ou fármaco ansiogênico ou panicogênico, também dito substância ou droga ansiogênica ou panicogênica, é aquele que causa ansiedade. Este efeito contrasta com os de agentes ansiolíticos, que inibem ansiedade. Juntas, estas categorias de compostos psicoativos podem ser referidos como compostos ansiotrópicos.
Os efeitos anxiogénicos podem ser medidos por, por exemplo, o teste da placa perfurada em ratos e camundongos. Vários agentes são utilizados para provocar ansiedade (ansiogênicos) ou pânico (panicogênicos) em modelos experimentais. Algumas das substâncias mais comuns são: dióxido de carbono (como carbógeno), lactato de sódio, anfetaminas substituídas, cafeína, L-DOPA, metilfenidato, modafinil, antagonista de GABA tais como DMCM, FG-7142 e ZK-93426, agentes serotonérgicos tais como mCPP (meta-chlorophenylpiperazine) e LY-293,284, agentes adrenérgicos tais como ioimbina, antipsicóticos/antagonistas da dopamina tais como ecopipam e reserpina e colecistocinina (CCK, cholecystokinin) (especialmente os fragmentos tetrapeptídeo e octapeptídeo CCK-4 e CCK-8). Lactato de sódio administrado por via intravenosa provou causar ataques de pânico em pessoas com transtorno de pânico mas não em pessoas sem tal histórico.
O modulador alostérico negativo receptor GABAA flumazenil pode causar ataques de pânico em pessoas com transtorno de pânico.
Substâncias ansiolíticas tem o efeito oposto: reduzem a ansiedade. A classe mais comum de ansiolíticos é a das benzodiazepinas. No entanto, estudos sugerem que benzodiazepinas pode ser ansiogênico a longo prazo  Inibidores seletivos de recaptação de serotonina (ISRSs, na literatura em língua inglesa SSRIs, selective serotonin reuptake inhibitors) são comumente prescritos como antidepressivos que tratam ansiedade no longo prazo, no entanto, os ISRSs são ineficazes no tratamento a curto prazo de ataques agudos de pânico ou ansiedade aguda. Inibidores da monoamina oxidase (MAOI, monoamine oxidase inhibitor) são muito eficazes contra ansiedade. Doxepina é também efetiva.